# 대한민국 국무조정실

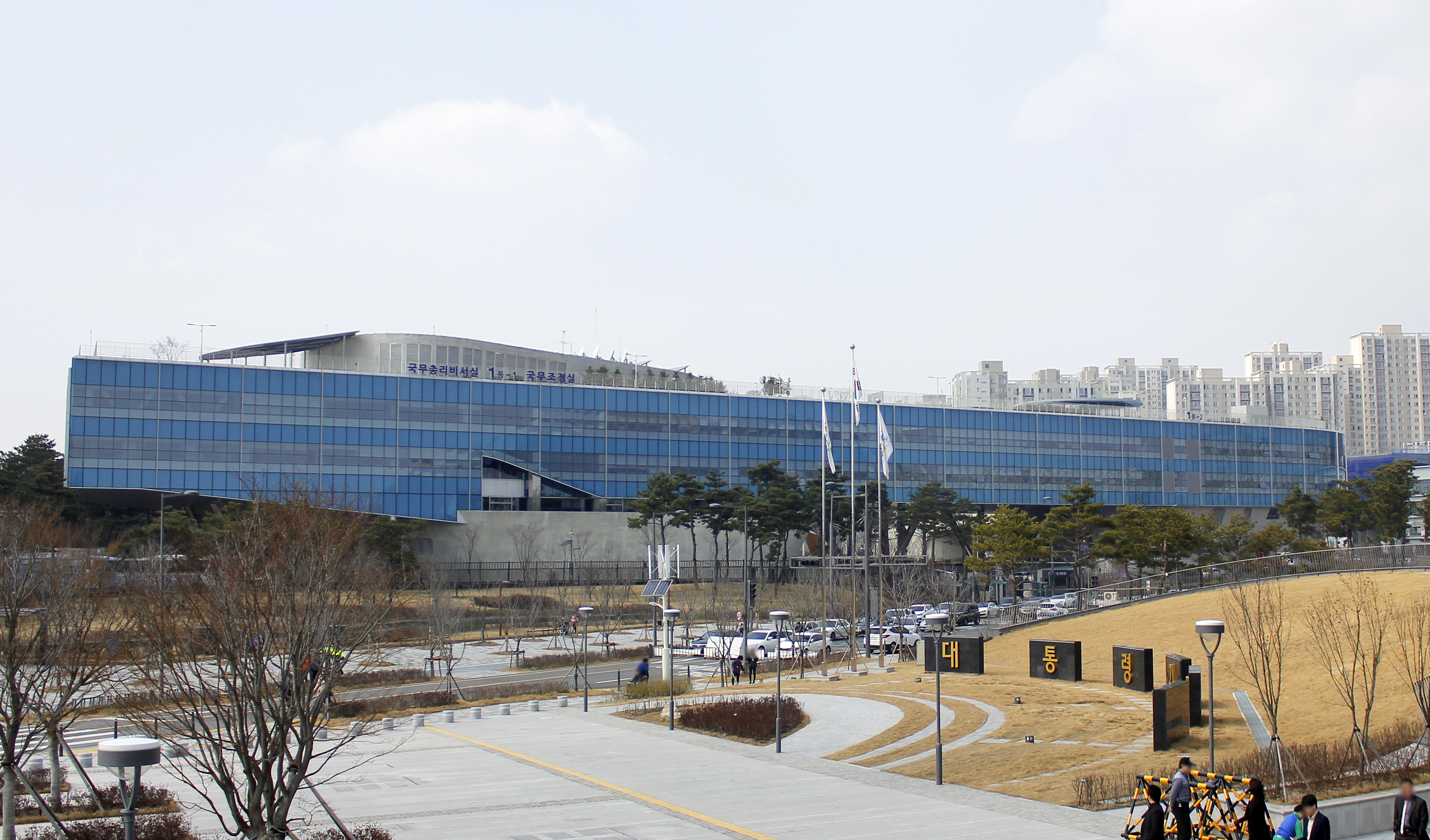
국무조정실 청사

국무조정실(國務調整室)은 각 중앙행정기관의 행정의 지휘·감독, 정책 조정 및 사회위험·갈등의 관리, 정부업무평가 및 규제개혁에 관하여 국무총리를 보좌하는 대한민국의 중앙행정기관이다. 실장은 장관급 정무직공무원으로, 차장은 차관급 정무직공무원으로 보한다.

## 소관 사무
- 국무총리를 보좌
- 각 중앙행정기관의 지휘·감독에 관한 사무
- 정책의 조정에 관한 사무
- 사회위험·갈등의 관리에 관한 사무
- 정부업무평가에 관한 사무
- 규제개혁에 관한 사무
- 국무총리가 특별히 지시하는 사항에 관한 사무

## 연혁
- 1973년 1월 15일: 국무총리 소속으로 행정조정실 설치.[4]
- 1998년 2월 28일: 국무조정실로 개편.[5]
- 2008년 2월 29일: 국무조정실과 국무총리비서실을 국무총리실로 통합.[6]
- 2012년 9월 17일: 정부세종청사로 이전.[7]
- 2013년 3월 23일: 국무총리실을 국무조정실과 국무총리비서실로 분리.[8]

## 조직
실·국장급 5개 직위 범위와 과장급 5개 직위 범위에서 임기제공무원으로 보하는 개방형 직위를 지정할 수 있다.
| 실                      | 담당관실·정책관실                                                                                  |
| 국무1차장 산하 하부조직 | 국무1차장 산하 하부조직                                                                            |
| ----------------------- | -------------------------------------------------------------------------------------------------- |
| 국정운영실              | 기획총괄정책관실ㆍ일반행정정책관실ㆍ외교안보정책관실                                               |
| 정부업무평가실          | 국정과제관리관실ㆍ평가관리관실ㆍ성과관리정책관실                                                   |
| 사회조정실              | 사회복지정책관실ㆍ교육문화여성정책관실ㆍ안전환경정책관실ㆍ고용식품의약정책관실ㆍ미세먼지개선기획단 |
| 청년정책조정실          | 청년정책기획관실ㆍ청년정책협력관실                                                                 |
| 공직복무관리관실        | |
| 총무기획관실            | |
|                         | 법무감사담당관실                                                                                   |
| 국무2차장 산하 하부조직 | |
| 규제조정실              | 규제총괄정책관실ㆍ규제혁신기획관실ㆍ규제심사관리관실                                               |
| 경제조정실              | 재정금융정책관실ㆍ산업과학중기정책관실ㆍ농림국토해양정책관실                                       |

### 소속기관
- 조세심판원
- 대테러센터
- 국제개발협력본부

## 정원
국무조정실에 두는 공무원의 정원은 다음과 같다.
| 총계          | 총계              | 308명 |
| ------------- | ----------------- | ----- |
| 정무직 계     | 정무직 계         | 3명   |
|               | 실장              | 1명   |
|               | 차장              | 2명   |
|               |                   |       |
| 일반직 계     | 일반직 계         | 304명 |
|               | 고위공무원단      | 27명  |
|               | 3급 이하 5급 이상 | 220명 |
|               | 6급 이하          | 56명  |
|               | 전문경력관        | 1명   |
|               |                   |       |
| 외무공무원 계 | 외무공무원 계     | 1명   |
|               | 8등급 이하        | 1명   |

## 재정
총수입·총지출 기준 2023년 재정 규모는 다음과 같다.
| 구분     | 세입예산  | 작년 대비 증감 |
| -------- | --------- | -------------- |
| 일반회계 | 2300만 원 | -              |
|          |           |                |
| 합계     | 2300만 원 | -              |

| 구분                        | 구분     | 세출예산         | 작년 대비 증감 |
| --------------------------- | -------- | ---------------- | -------------- |
| 일반회계                    | 국정운영 | 6643억 8900만 원 | +3.23%         |
| 에너지 및 자원사업 특별회계 | 국정운영 | 119억 3000만 원  | -2.64%         |
|                             |          |                  |                |
| 합계                        | 합계     | 6763억 1900만 원 | -3.02%         |

## 같이 보기
- 국무총리
- 국무조정실장
- 국무조정실 차장
- 국무총리비서실

### 내용주
1. 1 2 3  국무총리비서실과 합산한 예산.
2. ↑  2024년 2월 14일까지 존속하는 한시조직.
3. ↑  사회조정실장이 겸임한다.
4. 1 2 3  한시정원 1명 포함.
5. ↑  한시정원 14명 포함.

### 참조주
1. 1 2  「국무조정실과 그 소속기관 직제」 별표 1·별표 3
2. 1 2  기획재정부. “열린재정 > 재정연구분석 > 재정분석통계 > 예산편성현황(총수입)”. 《열린재정》. 2023년 3월 10일에 확인함.
3. 1 2  기획재정부. “열린재정 > 재정연구분석 > 재정분석통계 > 세목 예산편성현황(총지출)”. 《열린재정》. 2023년 3월 10일에 확인함.
4. ↑  법률 제2437호
5. ↑  법률 제5529호
6. ↑  법률 제8852호
7. ↑  이선형 (2012년 9월 15일). “국무총리실 세종시 이전, 정부세종청사 시대 '개막'”. 《뉴스1》 (세종). 2017년 8월 13일에 확인함.
8. ↑  법률 제11690호